# Сент-Бернардс-Жак-Фонтен
Сент-Бернардс-Жак-Фонтен (англ. St. Bernard's-Jacques Fontaine) — містечко в Канаді, у провінції Ньюфаундленд і Лабрадор.

## Населення
За даними перепису 2016 року, містечко нараховувало 433 особи, показавши скорочення на 7,9%, порівняно з 2011-м роком. Середня густина населення становила 26,2 осіб/км².
З офіційних мов обидвома одночасно не володів жоден з жителів, тільки англійською — 430. Усього 5 осіб вважали рідною мовою не одну з офіційних.
Працездатне населення становило 43,4% усього населення, рівень безробіття — 21,2% (16,7% серед чоловіків та 26,7% серед жінок). 87,9% осіб були найманими працівниками, а 12,1% — самозайнятими.

## Клімат
Середня річна температура становить 4,9°C, середня максимальна – 19,4°C, а середня мінімальна – -10,5°C. Середня річна кількість опадів – 1 674 мм.
| Клімат поселення                              | Клімат поселення | Клімат поселення | Клімат поселення | Клімат поселення | Клімат поселення | Клімат поселення | Клімат поселення | Клімат поселення | Клімат поселення | Клімат поселення | Клімат поселення | Клімат поселення | Клімат поселення |
| Показник                                      | Січ.             | Лют.             | Бер.             | Квіт.            | Трав.            | Черв.            | Лип.             | Серп.            | Вер.             | Жовт.            | Лист.            | Груд.            |                  |
| Середній максимум, °C                         | −0,41            | −0,78            | 2,16             | 6,77             | 11,49            | 16,10            | 18,77            | 19,40            | 15,74            | 10,89            | 6,28             | 1,74             |                  |
| Середня температура, °C                       | −5,26            | −5,64            | −2,67            | 1,94             | 6,66             | 11,25            | 15,39            | 16,06            | 12,38            | 7,54             | 2,91             | −1,62            |                  |
| Середній мінімум, °C                          | −10,1            | −10,47           | −7,5             | −2,91            | 1,83             | 6,43             | 12,03            | 12,69            | 9,02             | 4,19             | −0,46            | −4,99            |                  |
| Норма опадів, мм                              | 148              | 137              | 128              | 134              | 125              | 120              | 115              | 108              | 162              | 176              | 166              | 155              |                  |
| Середньомісячна швидкість вітру, м/с          | 8.38             | 7.73             | 7.28             | 6.44             | 5.56             | 5.09             | 4.89             | 5.04             | 5.71             | 6.58             | 7.45             | 8.06             |                  |
| Середньомісячна сонячна радіація, кДж/м²·день | 3904             | 6757             | 10847            | 14210            | 17469            | 19177            | 18716            | 16039            | 12166            | 7356             | 4191             | 3068             |                  |
| --------------------------------------------- | ---------------- | ---------------- | ---------------- | ---------------- | ---------------- | ---------------- | ---------------- | ---------------- | ---------------- | ---------------- | ---------------- | ---------------- | ---------------- |
| Джерело:                                      |                  |                  |                  |                  |                  |                  |                  |                  |                  |                  |                  |                  |                  |